# Slangrivier
Slangrivier è un centro abitato sudafricano situato nella municipalità distrettuale di Eden nella provincia del Capo Occidentale.

## Geografia fisica
Il piccolo centro abitato sorge a circa 15 chilometri a sud-ovest di Heidelberg.

## Storia
Il villaggio venne fondato nel 1838 quando Sir George Grey assegnò il piccolo insediamento alla comunità indigena locale premiandola per la sua lealtà durante le guerre di Frontiera del Capo.